# The Greatest Hits (Texas)
The Greatest Hits è il primo album di raccolta del gruppo musicale scozzese Texas, pubblicato il 23 ottobre 2000.

## Tracce
1. I Don't Want a Lover (2001 remix)
2. In Demand
3. Say What You Want
4. Summer Son
5. Inner Smile
6. So In Love With You
7. Black Eyed Boy
8. So Called Friend
9. Everyday Now
10. In Our Lifetime
11. Halo
12. Guitar Song
13. Prayer for You
14. When We Are Together
15. Insane
16. Tired of Being Alone
17. Put Your Arms Around Me
18. Say What You Want (All Day Every Day) (feat. Wu-Tang Clan)

Versione internazionale
1. I Don't Want a Lover
2. In Demand
3. Say What You Want
4. Summer Son
5. Inner Smile
6. So In Love With You
7. Black Eyed Boy
8. So Called Friend
9. Everyday Now
10. In Our Lifetime
11. Halo
12. Guitar Song
13. Prayer for You
14. When We Are Together
15. Put Your Arms Around Me
16. Say What You Want (All Day Every Day) (feat. Wu-Tang Clan)